# Круустеэ, Вальтер Юханович
Вальтер Юханович Круустеэ (эст. Valter Kruustee) (9 декабря 1908, Эстония — 1978) — советский и эстонский сценарист.

## Биография
Родился 9 декабря 1908 года в Эстонии. После окончания средней школы поступил в институт, но его не окончил по неизвестным причинам.
В 1941 году в связи с началом Великой Отечественной войны в июле 1941 года пошёл в Красную армию, воевал на Калининском, Ленинградском, 2-м Прибалтийском фронтах, был награждён тремя медалями. После демобилизации начал писать сценарии к кинематографу, из которых был экранизирован только один — Семья Мяннард в 1960 году. Умер 11 мая 1978.